# Mermentau
Mermentau – wieś w Stanach Zjednoczonych, w stanie Luizjana, w parafii Acadia.